# Chylnus
Chylnus is een geslacht van kevers uit de familie van de loopkevers (Carabidae). De wetenschappelijke naam van het geslacht is voor het eerst geldig gepubliceerd in 1920 door Sloane.

## Soorten
Het geslacht Chylnus omvat de volgende soorten:
- Chylnus ater (Putzeys, 1868)
- Chylnus concolor (Sloane, 1892)
- Chylnus montanum (Castelnau, 1867)
- Chylnus substriatum (Moore, 1960)